# Noah Havard
Noah Havard (Gold Coast, 11 de outubro de 2000) é um canoísta australiano.

## Carreira
Ele competiu no Campeonato Mundial de Canoagem Velocidade da ICF de 2023 no evento K-4 500 metros e terminou em quarto lugar com um tempo de 1:19.905.
Nos Jogos Olímpicos de Verão de 2024, em Paris, conquistou a medalha de prata na competição do K-4 500 m masculino, ao lado de Riley Fitzsimmons, Pierre van der Westhuyzen e Jackson Collins, com o tempo de 1:19.84. Após uma chegada de foto, eles perderam a medalha de ouro por 0,04 segundos.